# 来鳥江/SOUL
『来鳥江/SOUL』（らいちょうえ／ソウル）は、UVERworldの両A面コラボシングル。2021年9月1日にgr8!recordsより発売された。

## 背景とリリース
前作『NAMELY』からおよそ3ヶ月ぶりとなる2021年第3弾シングル。2つの収録曲はリリース前のライブですでに披露されていた。「来鳥江」には山田孝之・愛笑む、「SOUL」には青山テルマ・愛笑むが参加している。
2021年7月28日にリリースの発表がさなされたが、「SOUL」への参加アーティストは伏字となっていた。同年8月11日、伏字の人物が青山テルマであることを発表し、アートワークとティザー映像が公開された。
「来鳥江」「SOUL」の原曲は、かつて愛笑むがボーカルを務たバンド「eq.」が約20年前に発表した楽曲。
シングルは”TYPE-来鳥江”と”TYPE-SOUL”の2形態で発売され、共にミュージックビデオを収録したDVDが付属する。
| 形態        | 規格   | 規格品番     |
| ----------- | ------ | ------------ |
| TYPE-来鳥江 | CD+DVD | SRCL-11890~1 |
| TYPE-SOUL   | CD+DVD | SRCL-11892~3 |

| 対象店舗          | 特典内容             |
| ----------------- | -------------------- |
| 2形態同時購入特典 | オリジナルスリーブ   |
| 応援店特典        | オリジナルステッカー |
| Amazon.jp         | メガジャケ           |

## 収録内容
| 全作詞: TAKUYA∞, 愛笑む、全作曲・編曲: UVERworld, 愛笑む。 |                                                   |                 |                   |      |
| #                                                          | タイトル                                          | 作詞            | 作曲・編曲        | 時間 |
| 1.                                                         | 「来鳥江 (feat. 山田孝之 & 愛笑む from 徳川eq.)」 | TAKUYA∞, 愛笑む | UVERworld, 愛笑む | 3:41 |
| 2.                                                         | 「SOUL (feat. 青山テルマ & 愛笑む from 徳川eq.)」 | TAKUYA∞, 愛笑む | UVERworld, 愛笑む | 3:04 |
| 3.                                                         | 「来鳥江 (UVERworld ver.)」                       | TAKUYA∞, 愛笑む | UVERworld, 愛笑む | 3:04 |
| 4.                                                         | 「来鳥江 (Instrumental)」                         | TAKUYA∞, 愛笑む | UVERworld, 愛笑む | 3:41 |
| 5.                                                         | 「SOUL (Instrumental)」                           | TAKUYA∞, 愛笑む | UVERworld, 愛笑む | 3:02 |
| 合計時間:                                                  | 合計時間:                                         | 16:32           |                   |      |

| 全作詞: TAKUYA∞, 愛笑む、全作曲・編曲: UVERworld, 愛笑む。 |                                                   |                 |                   |      |
| #                                                          | タイトル                                          | 作詞            | 作曲・編曲        | 時間 |
| 1.                                                         | 「来鳥江 (feat. 山田孝之 & 愛笑む from 徳川eq.)」 | TAKUYA∞, 愛笑む | UVERworld, 愛笑む | 3:41 |
| 2.                                                         | 「SOUL (feat. 青山テルマ & 愛笑む from 徳川eq.)」 | TAKUYA∞, 愛笑む | UVERworld, 愛笑む | 3:04 |
| 3.                                                         | 「SOUL (UVERworld ver.)」                         | TAKUYA∞, 愛笑む | UVERworld, 愛笑む | 3:41 |
| 4.                                                         | 「来鳥江 (Instrumental)」                         | TAKUYA∞, 愛笑む | UVERworld, 愛笑む | 3:41 |
| 5.                                                         | 「SOUL (Instrumental)」                           | TAKUYA∞, 愛笑む | UVERworld, 愛笑む | 3:02 |
| 合計時間:                                                  | 合計時間:                                         | 17:09           |                   |      |

| #  | タイトル                 | 作詞 | 作曲・編曲 | 監督           |
| -- | ------------------------ | ---- | ---------- | -------------- |
| 1. | 「来鳥江 (Music Video)」 |      |            | 大喜多正毅     |
| 2. | 「SOUL (Music Video)」   |      |            | 瀬里義治 (SEP) |

## 楽曲解説
来鳥江 (feat. 山田孝之 & 愛笑む from 徳川eq.)
タイトルは歌詞の一節である「raise your hands」の発音にあてた造語。歌詞に登場する「ボグベェ」についてTAKUYA∞は「それは内緒（笑）。「みんなの中に“ボグベェ”がある」ってことにしておいてください。」と語っている。
SOUL (feat. 青山テルマ & 愛笑む from 徳川eq.)
「適当に遊ぶ」をテーマに制作された。サビの歌詞を縦読みするとABCDEとなる。

## テレビ出演
| 番組名                              | 日付          | 放送局     | 演奏曲 |
| ----------------------------------- | ------------- | ---------- | ------ |
| ミュージックステーション SUMMER FES | 2021年8月20日 | テレビ朝日 | EN     |
| ミュージックステーション SUMMER FES | 2021年8月20日 | テレビ朝日 | 来鳥江 |